# Stormvogeltje
Het stormvogeltje (Hydrobates pelagicus) is een vogel uit de familie van de noordelijke stormvogeltjes (Hydrobatidae). De wetenschappelijke naam van de soort werd in 1758 als Procellaria pelagica gepubliceerd door Carl Linnaeus.
De vogel komt voor ver in zee en broedt op rotsige eilanden.

## Veldkenmerken
De vogel is 15 tot 16 cm lang en heeft een spanwijdte van 37 tot 41 cm het is de kleinste soort uit het geslacht Hydrobates, niet veel groter dan een huiszwaluw. De vogel is overwegend dofzwart en de vleugels zijn hoekig en egaal donker gekleurd. De staart is gevorkt recht of afgerond met bovenaan een witte vlek die onder de staart doorloopt. Op de ondervleugel zit een brede witte band. Onvolwassen vogels hebben een dunne witte streep op de bovenvleugel.

## Voorkomen en leefgebied
Deze vogel broedt aan de Europese kusten van de Atlantische Oceaan, van de Lofoten tot aan het Middellandse Zee gebied. Zij broeden in holen en rotsspleten op kleine eilanden. Het kerngebied ligt rond de Faeröer, NW-Schotland en het westen van Ierland.
Er worden twee ondersoorten onderscheiden:
- H. p. pelagicus: de oostelijke Noord-Atlantische Oceaan.
- H. p. melitensis: de Middellandse Zee.

### Voorkomen aan de Nederlandse kust
Vogels die tussen september en december aan de Nederlandse kust worden waargenomen zijn waarschijnlijk afkomstig uit Noorwegen. Anders dan het vaal stormvogeltje (dat vooral boven de Atlantische Oceaan verblijft), hebben stormvogeltjes ook foerageergebieden in de noordwestelijke Noordzee. Maar aan de Nederlandse kust worden zij veel minder waargenomen dan het vaal stormvogeltje. Het gaat dan hoogstens om een enkele waarneming per dag. De trefkans is gemiddeld vijftig keer minder dan die van het vaal stormvogeltje.

## Status
Het stormvogeltje heeft een groot verspreidingsgebied en daardoor is de kans op de status kwetsbaar (voor uitsterven) gering. De grootte van de populatie werd in 2015 geschat op 430-520 duizend volwassen individuen. Deze soort gaat in aantal achteruit. Echter, het tempo ligt onder de 30% in tien jaar (minder dan 3,5% per jaar). Om deze redenen staat deze zeevogel als niet bedreigd op de Rode Lijst van de IUCN.